# Gelliodes gracilis
Gelliodes gracilis är en svampdjursart som beskrevs av Jörn Hentschel 1912. Gelliodes gracilis ingår i släktet Gelliodes och familjen Niphatidae. Inga underarter finns listade i Catalogue of Life.